# Ludolf V. von Dassel
Ludolf V. von Dassel (* vor 1266; † nach 1299) war ein Sohn von Graf Ludolf IV. von Dassel.
Kurz nach 1266 ließ er, zum Schutz seiner umliegenden Güter und Ländereien, eine auf einem von der Esse halb umflossenen Basaltkegel im heutigen Grebenstein nördlich von Kassel eine bis dahin wohl eher kleine Burganlage zur Burg Grebenstein („Grafenstein“) ausbauen. 1272 ist diese Burg erstmals urkundlich erwähnt -- im Zusammenhang von Streitfragen zwischen dem Hochstift Paderborn und dem Landgrafen Heinrich I. von Hessen, wobei es um die Grenzregelungen der Burgen Schartenberg und Grebenstein sowie des Gerichts an der Hainbuche geht. Durch Heirat gelangten die Burg und Stadt Grebenstein, die Mainzer Lehen waren, wohl um 1279, an Ludolfs Schwiegersohn, Otto von Everstein. Um 1282 war die Burg offensichtlich zumindest teilweise im Besitz des hessischen Landgrafen Heinrich I. Otto von Everstein selbst trat 1293 als Burgmann in die Dienste des Landgrafen und öffnete diesem alle seine Burgen. Am 28. August 1297 verkaufte Otto Burg und Stadt Grebenstein mit Gericht und allem Zubehör an den Landgrafen und wurde als Burgmann abgelöst.
Ludolf V. heiratete etwa 1260 eine Frau namens Ermengard. Für die Jahrzehnte danach ist ein gutes Verhältnis der Grafen von Dassel zu den Grafen von Rietberg beurkundet.
In einer 1270 von Richard von Cornwall ausgestellten Urkunde gestattete der deutsche König dem Grafen Ludolf V. von Dassel, die Hälfte des Waldes Solling, des Geleites von Adelebsen nach Höxter und von Münden nach Hameln, den Zoll zu Wahmbeck und die Hälfte des Zolles in Bodenfelde, jenseits der Weser, an Herzog Albrecht von Braunschweig zu verkaufen. In einer Urkunde von 1272 überlässt Ludolf V von Dassel dem Herzog von Braunschweig (erneut) die zur Hälfte des Waldes Solling gehörende Grafschaft ausgenommen von 12 namentlich genannten Dörfer an der Weser. 1274 geloben Graf Ludolf V und Adolf VI. von Nienover, das Schloss und den Wald Solling als Lehen so lange zu behalten, bis Herzog Albrecht von Braunschweig das Lehen vom Reich erlangt. Sie verzichten auf ihre Ansprüche an der Stadt Einbeck und der Grafschaft Billingessen und resignieren König Richard diese Rechte.
Ludolf V. von Dassels Nachkommen waren wahrscheinlich Simon (verheiratet mit einer Sophie) und Konrad von Dassel, die 1310 das Dorf Lippoldsberg überfielen und Vieh raubten.  Außerdem hatte er eine Tochter namens Clementia, die 1293 Burchard IV. von Barby heiratete und um das Jahr 1321 verstarb.
Mit dem Tod Simons am 1. Mai 1325 starb das Geschlecht der Grafen von Dassel aus.

## Neues Geschlecht
Der Einbecker Bürger Hermannus de Dasle war ein Gefolgsmann des erloschenen Grafenhauses, der sich selbst nach deren Stammsitz benannte und somit eine neue Stammreihe begründete, nämlich das Patriziergeschlecht Dassel.